# Aristeus antennatus
Aristeus antennatus är en kräftdjursart som först beskrevs av Risso 1816.  Aristeus antennatus ingår i släktet Aristeus och familjen Aristeidae. Inga underarter finns listade i Catalogue of Life.

## Bildgalleri

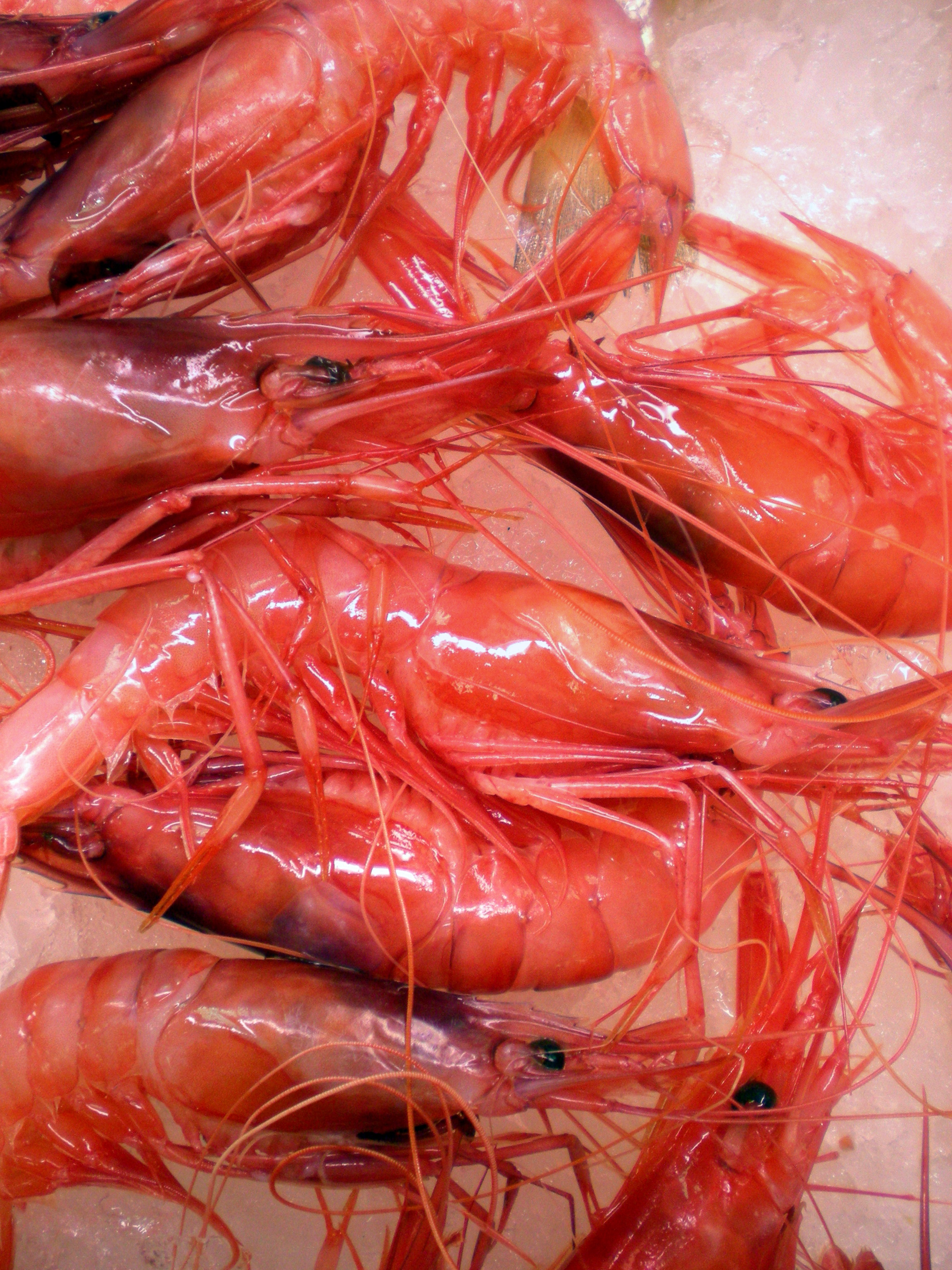